# Марија Васић
Марија Васић (Нови Сад, 7. јун 1975) јесте социолошкиња и активисткиња.

## Биографија
Она је ћерка Лазара Васића који је био скојевац, голман ФК Војводине, и спортски новинар.  Марија Васић је завршила основну и средњу школу у свом родном граду, Новом Саду, а на Филозофском факултету у Новом Саду дипломирала је на катедри за социологију и филозофију. Као професорка социологије у новосадској гимназији „Јова Јовановић Змај" ради дуги низ година. 
Потпредседница је странке Покрет слободних грађана (ПСГ), градског одбора Нови Сад у коју је прешла заједно са целокупним новосадским одбором странке Морамо. Поред политичког активизма Марија је и антифашистичка активисткиња. Дугогодишња је потпредседница Савеза антифашиста Војводине а њена главна интересовања су холокауст и Новосадска рација. 
Први муж Марије Васић са којим има сина Милана био је политичар Ненад Чанак. У браку је са Давидом Трнавцем са којим има сина Михаила.        

## Стваралаштво
Током дугогодишњег бављења темом Новосадске рације, Марија Васић је написала две књиге о овом догађају и то, „Кад бог зажмури”. и „Писмо на шинама".
Учествовала је у снимању документарног дугометражног филма Александра Рељића, „Новосадско сећање”. У овом филму Марија Васић главна је протагонисткиња и бори се против заборава док локалне власти намеравају да изграде етички споран споменик жртвама рације. Филм кроз сећања њених саговорника, Теодора Ковача (99), Ивана Ивањија (93) и Марте Флато (80) говори о Јеврејима који су преживели рацију мађарских фашиста 1942. године у којој је преко хиљаду људи убијено и бачено под Дунав. 

## Активизам
Сваке године у дане обележавања годишњице страдања жртава Новосадске рације, за своје ученике и остале грађане у Новом Саду организује час на отвореном. Због свог политичког и активистичког деловања више пута је била на мети напада па су на зидовима зграде у којој живи исписивани увредљиви и претећи графити антисемитске садржине. 
Марија Васић ухапшена је 14. марта 2025. године са још петорицом студената и активиста странке Покрет слободних грађана, Лазаром Динићем, Давором Стефановићем, Срђаном Ђурићем, Младеном Цвијетићем и Ладом Јововићем. Окривљени су за покушај рушења уставног поретка, на основу незаконито прислушкиваног разговора у просторијама странке  након што је снимак емитован на неколико канала са националном покривеношћу. После два месеца од хапшења продужен им је притвор, због чега Марија Васић је започиње штрајк глађу и жеђу одбијајући инфузију. Она је из притвора речима комунисте и антифашисте Рада Кончара поручила „милост не тражим нити бих вам је дала" уз апел „Тражим ослобођење незаконитог притвора и ја ћу својим животом да протестујем против тога". Због погоршања здравственог стања бива пребачена у Специјалну затворску болницу у Београд. Блокаде судова и тужилаштава у Новом Саду до испуњења захтева за њиховим ослобођењем трајале су од 15. маја, а 20. маја, па су уз Марију Васић, Лазар Динић и Лада Јововић, уз електронски надзор, пуштени у кућни притвор.

## Објављене књиге
- Када Бог зажмури, Нови Сад, 2017.  978-86-80810-00-3
- Писма на шинама, Израелски центар Нови Сад, 2021.   978-86-81978-00-9